# 21.5mm信号けん銃
21.5mm信号けん銃（21.5ミリしんごうけんじゅう）、または53式信号拳銃（ごうさんしきしんごうけんじゅう）は、陸・海・空、自衛隊で採用されている信号拳銃である。

## 概要
中折れ式で装弾数は1発。口径は21.5mmで、散弾銃における10番（10ゲージ）の紙ケース薬莢を使用する。
地上または海上において緊急及びその他の信号に使用される。信号弾は赤、緑、黄、白の4種類あり、夜間用（星弾）、昼間用（煙弾）ともに発光・発煙時間は約6秒。

## 登場作品

### 映画
『ガメラ2 レギオン襲来』
渡良瀬二佐が、名崎送信所に群がる小型レギオンへの攻撃の合図をAH-1S対戦車ヘリコプター隊に送るために使用する。

### アニメ
『GATE 自衛隊 彼の地にて、斯く戦えり』
自衛隊が特地に持ち込んだ装備品の1つとして登場。イタリカ戦にて伊丹二尉が、第四戦闘団に攻撃の合図を送るために使用する。

### ゲーム
『SIREN2』
廃墟と化した校舎から闇霊たちをおびき出すため、永井頼人が沖田宏が所持していたものを奪って使用する。